# 堀越勝太郎
堀越 勝太郎（ほりこし かつたろう、1980年5月15日 - ）は、日本の陸上競技選手。群馬県出身。前橋育英高等学校から亜細亜大学に進学。
2003年、第79回箱根駅伝で6区に出走した際には、1時間03分36秒のタイムで区間20位（最下位）に終わった。
2004年、第80回箱根駅伝で9区に出走。1時間09分45秒の好タイムをマークし区間賞を獲得。チームの3位入賞に貢献した。
卒業後は小森コーポレーションに入社。第46回東日本実業団対抗駅伝競走大会2部・クラブチームの部に茨城陸上競技協会チームで出場し、優勝を果たした。